# محمد حلمي عيسى باشا
شغل «محمد حلمي عيسى باشا» (توفي عام 1953، القاهرة) عشر مناصب وزارية في مصر بين عامي 1925 و 1941.
ولد حلمي عيسى في أشمون (المنوفية) عام 1372 هـ. تخرج بدرجة القانون عام 1902. وكان عضوا في مجلس النواب المصري.

## مهنة
شغل حلمي عيسى باشا عدة مناصب وزارية:
| أسم الوزارة           | مجلس الوزراء                    | الفترة                      | عهد         |
| --------------------- | ------------------------------- | --------------------------- | ----------- |
| وزير النقل            | وزارة أحمد زيور باشا الثانية    | (1925/05 إلى 1925/09/12)    | الملك فؤاد  |
| وزير الداخلية         | وزارة أحمد زيور باشا الثانية    | (1925-09-12 إلى 1925/11/30) | الملك فؤاد  |
| وزير النقل            | وزارة أحمد زيور باشا الثانية    | (1925/11/30 إلى 1926/06/07) | الملك فؤاد  |
| وزير الأوقاف          | وزارة إسماعيل صدقي باشا الأولى  | (1930/06/19 إلى 1931/06/10) | الملك فؤاد  |
| وزير النقل            | وزارة إسماعيل صدقي باشا الثانية | (1933/01/04 إلى 1933/09/27) | الملك فؤاد  |
| وزير التربية والتعليم | وزارة عبد الفتاح يحيى باشا      | (1933/09/27 إلى 1934/11/14) | الملك فؤاد  |
| وزير الأوقاف          | وزارة محمد محمود باشا الثانية   | (1937/12/30 إلى 1938/04/27) | الملك فاروق |
| وزير النقل            | وزارة محمد محمود باشا الثالثة   | (1938/04/27 إلى 1938/06/24) | الملك فاروق |
| وزير العدل            | وزارة حسن صبري باشا             | (1940/06/27 إلى 1940/11/14) | الملك فاروق |
| وزير العدل            | وزارة حسين سري باشا الأولى      | (1940/11/15 إلى 1941/07/31) | الملك فاروق |

## مؤلفات
كان مؤلف دراسة شرعية للبيع في القوانين المصرية والفرنسية والإسلامية.